# Cardiolpium aeginense
Cardiolpium aeginense är en spindeldjursart som först beskrevs av Beier 1966.  Cardiolpium aeginense ingår i släktet Cardiolpium och familjen Olpiidae. Inga underarter finns listade.